# Dwergbloem
De dwergbloem (Centunculus minimus) is een overblijvende plant uit de sleutelbloemfamilie (Primulaceae), inheems in Europa, die vooral voorkomt op natte, open plaatsen.

## Naamgeving enetymologie
- Synoniem: Anagallis minima (L.) E.H.L.Krause, Lysimachia minima (L.) U.Manns & Anderb., Anagallidastrum exiguum Bubani, Micropyxis exigua (Bubani) Lunell

- Frans: Mouron nain, Petit mouron, Centenille naine
- Duits: Zwerg-Gauchheil, Acker-Kleinling
- Engels: Chaffweed

De botanische naam Centunculus is afgeleid van het Latijn en betekent 'kleine lap'. De soortaanduiding minimus is afkomstig uit het Latijn en betekent 'kleinste'.

## Kenmerken
De dwergbloem is een 2 tot 8 cm hoge, eenjarige, kruidachtige plant met een rechtopstaande, onvertakte of vertakte bloemstengel en liggend of opstijgende takken. De bladeren staan verspreid ingeplant, zijn 3 tot 6 mm lang, rond tot eirond, kort gesteeld en met een spitse top.
De bloemen staan individueel in de bladoksels en zijn eveneens kort gesteeld. De bloemen zijn viertallig. De kroonblaadjes zijn 1,5 mm lang, diep ingesneden, korter dan de kelkblaadjes, en zijn wit of roze gekleurd. De bloemen openen zich enkel rond de middag.
De plant bloeit van juli tot september.

## Habitaten verspreiding
De dwergbloem groeit voornamelijk op vochtige tot zeer natte, zure, matig voedselrijke zand- of leemgrond, op open plaatsen, zoals op vochtige akkers, wegbermen en in tijdelijke poelen.
De plant komt verspreid voor in Europa maar is overal zeldzaam. In België en Nederland komt hij vooral voor in de kuststreek.

## Plantengemeenschap
De dwergbloem is een kensoort voor het dwergbiezen-verbond (Nanocyperion).

## Bedreigingen en bescherming
De soort staat op de Vlaamse Rode Lijst van planten als 'Met uitsterven bedreigd'. Hij staat tevens op de Nederlandse Rode Lijst van planten als 'Zeer zeldzaam' en 'Sterk afgenomen'.